# مجمع عالی خلق
مجمع عالی خلق (به هانگول: 최고인민회의) تنها پارلمان جمهوری دمکراتیک خلق کره است. این مجلس شامل نمایندگانی از ۶۸۷ حوزه انتخابیه‌است که برای دوره پنج ساله انتخاب می‌شوند. این کاندیدها از جبهه دمکراتیک برای اتحاد مجدد سرزمین پدری انتخاب می‌شوند.